# Eremaeus oresbios
Eremaeus oresbios är en kvalsterart som beskrevs av Valerie M. Behan-Pelletier 1993. Eremaeus oresbios ingår i släktet Eremaeus och familjen Eremaeidae. Inga underarter finns listade i Catalogue of Life.